# کای رس
کای رس (هلندی: Kai Reus؛ زادهٔ ۱۱ مارس ۱۹۸۵) دوچرخه‌سوار اهل هلند است.
از باشگاه‌هایی که در آن رکاب زده‌است می‌توان به تیم دوچرخه‌سواری رابوبانک دولوپمنت، تیم لوتوان‌ال–یومبو، دلتا سایکلینگ روتردام، تیم دوچرخه‌سواری یونایتدهلثکر، دلتا سایکلینگ روتردام، ورانداس ویلمز–کرلان، و تیم دوچرخه‌سواری رومپوت–ندرلانسه لوتری اشاره کرد.
وی در مسابقات کشوری و بین‌المللی در مجموع برندهٔ ۱ مدال طلا شده‌است.